# Mordella humeralis exrufa
Mordella humeralis exrufa es una subespecie de coleóptero de la familia Mordellidae.

## Distribución geográfica
Habita en Tasmania (Australia).